# Ђорђе Карађорђевић
Ђорђе Карађорђевић (Цетиње, 27. август/8. септембар 1887 — Београд, 17. октобар 1972) био је српски принц. Треће је дете и први син краља Петра I и Зорке, кћери црногорског краља Николе . Био је престолонаследник Краљевине Србије од 1903. до 1909. године, када се одрекао права на престо у корист млађег брата Александра.
Имао је запажену улогу у протестима у Србији током Анексионе кризе, када је одржао два ватрена говора током два велика митинга. Био је и члан српске делегације која је током кризе отишла у званичну дипломатску посету руском цару Николају II у Санкт Петербург.
На психијатријско лечење је послат 15. маја 1925. године најпре у ловачком имању дворца Тиквеш код места Беље, да би око годину дана касније био пребачен у Горњу Топоницу, код Ниша. Из душевне болнице је изашао 1941. године, током инвазије и окупације Краљевине Југославије од стране Сила осовине. Немци су га заробили негде код Пљеваља и пребацили у Београд. По неким изворима су му Немци понудили да влада окупираном Србијом као краљ, што је он одбио.
После рата је остао да живи у Југославији, убрзо се оженио, и дане је проводио као обични грађанин. Током тог периода објавио је аутобиографију под насловом Истина о моме животу. Постоје и наводи да су га повремено виђали са Јосипом Брозом Титом током неких шетњи кроз Београд. Надживео је свог братанца краља Петра II за око две године.
Једини је члан династије Карађорђевић који је остао да живи у Новој Југославији након Другог светског рата, и једини поред сестре Јелене коме није конфискована имовина, нити одузето држављанство указом из 1947. године.

## Биографија

### Одрастање у Црној Гори
Око 29 година пре његовог рођења његов деда кнез Александар је смењен током Светоандрејске скупштине, после чега се са породицом преселио у своје имање у Темишвару. Братанац његовог деде Ђорђе, син старијег Карађорђевог сина Алексе, по неким комбинацијама је имао могућности да постане нови кнез, а један од главних људи који су му пружали подршку у томе је био његов таст капетан Миша Анастасијевић. Скупштина је међутим одлучила да врати назад Милоша Обреновића на место кнеза, после чега је највероватније и старији Ђорђе са женом Сарком отишао у егзил. После атентата на кнеза Михаила кнез Александар је оптужен да је организовао атентат, па је Карађорђевићима забрањен улаз у Србију, а члан 10 првог поглавља Устава Србије из 1869. у једном делу наводи да је на Карађорђевиће и њихове сроднике и потомке бачено народно проклетство, и да се они не могу бирати за кнежеве. Старија грана Карађорђевића је напослетку завршила у Француској, док су деца кнеза Александра путовала по Европи, да би на крају Петар I Карађорђевић вероватно по први пут посетио Кнежевину Црну Гору 16. (2) јануара 1883. године. Тамо се на кратко настанио, да би се истог лета оженио Зорком која је била најстарија ћерка кнеза Николе. Остали сродници Петра Карађорђевића, попут браће Ђорђа и Арсена који су служили у руској војсци, такође су повремено посећивали Црну Гору у којој се Петар тада трајно населио.
Ђорђе је рођен 8. септембра (27. августа) 1887. године на Цетињу као треће дете и први син Петра Карађорђевића и кнегиње Зорке. Вест о његовом рођењу је објављена у службеним новинама Кнежевине Црне Горе Глас Црногорца, где је наведено да се он родио на десету годишњицу освајања Никшића, током Црногорско-турског рата. Тог дана је у Београду одржана прослава имендана краљице Наталије Обреновић,. а пошто су Карађорђевићи и Обреновићи били у сукобу, у званичним новинама Србије није било речи о његовом рођењу. Крштен је првог дана Свете Тројице 18. (30.) јуна 1888. године. Кум му је био руски император Александар III, а кумица императорова сестра Марија Александровна. Пошто кумови нису могли лично да присуствују крштењу, именовали су своје заменике; Александар III је именовао посланика Русије у Црној Гори, Кимона Емануиловича Аргиропула, док је царева сестра именовала ћерку књаза Николе, Стану Николајевну. Крштење је обављено у Цркви Успења Пресвете Богородице у Радовићима, локално познату као Црква Свете Госпође. Непосредно по његовом рођењу или крштењу је настала фотографија његове породице, и то је најранија слика на којој се он појављује.
Млађи брат Александар се родио мало више од годину дана касније, 16. (4) децембра 1888, међутим око осам дана дана након тога му од галопирајуће туберкулозе умире стриц који се такође звао Ђорђе и који је био млађи брат његовог оца Петра.
Мајка му је преминула на порођају 16. марта 1890. у 25 година рађајући његовог брата Андреја. После Зоркине смрти и Андреј је убрзо преминуо. Брата од стрица Павла је добио 27. (15) априла 1893. године. Он је био син Арсена и Ауроре Демидове. Петар са децом одлази у Женеву 1894. где су у улици Монетије 10 живели следеће 4 године.

### Живот у Швајцарској и Русији
Са сестром Јеленом, братом Александром и оцем је још неко време живео на двору свог деде кнеза Николе. Петар је 29. (17) јуна 1894. отпутовао у иностранство одакле се вратио после скоро месец дана, 27. (15) јула. У следећем броју Гласа Црногорца од 3. августа (22. јула) је објављено да је Петар током боравка у иностранству у Женеви узео стан у најам, и да 20. (8) септембра планира да се ради васпитања своје деце трајно пресели тамо. Та вест је дочекана са благим изненађењем, пошто се изгледа у јавности није очекивало да ће се он после 10 година у Црној Гори са породицом иселити одатле. Тако је Ђорђе са братом, сестром и оцем отишао у Женеву, где је са њима и похађао школу. Годину дана по њиховој селидби у Женеву, стриц Арсен се развео од своје жене Ауроре Демидове, па је оставио свог једногодишњег сина Павла код њих. Ђорђе је у том граду заједно са Александром и Павлом похађао школу по називу Брехбил (Brechbühl). Његов отац Петар је једном приликом испричао Арчибалду Рајсу да су његова деца сама ишла до школе и назад, и да је једном приликом влада под Миланом Обреновићем покушала да их отме. Ђорђе му се конкретно једном приликом пожалио да је један човек хтео да га поведе пошто га је претходно задржао на улици. Тамошња полиција је била извештена о томе, и након тога се то није понављало, на шта је тада краљ Петар I похвалио Рајсу швајцарску полицију.
Касније је са братом Александром ишао у војну школу у царској Русији, где су дошли до Кадетског корпуса цара Александра II. Од својих другова кадета је скривао своје владарско порекло, тј. да му је деда црногорски књаз Никола чије су две ћерке, Ђорђеве тетке, биле удате у Русији за чланове царске породице. Такође му је и стриц Арсен у то време служио у руској војсци, док је пре смрти 1888. ту служио и његов други стриц Ђорђе. Његово школовање овде прекинуо је Мајски преврат 1903. године, када су у Србији убијени краљ Александар Обреновић и његова жена краљица Драга. Одлучено је да нови краљ буде кнез Петар Карађорђевић, који је тада живео у Женеви. Од 1903. Ђорђе је имао титулу престолонаследника, као најстарији краљев син.

### Први долазак у Србију
Након Мајског преврата је Србија остала без краља, а државом је управљала новоформирана Друга влада Јована Авакумовића. Влада је сазвала скупштину и сенат са циљем избора новог краља, и одабрали су Ђорђевог оца Петра Карађорђевића. У тренутку избора је Петар са братанцем Павлом живео у Женеви, док је Ђорђе био у Русији са братом Александром где су служили у руској војсци, стриц Арсен такође, док му је сестра Јелена живела са теткама из династије Петровић Његош које су биле удате тамо. Петар је сам дошао у Србију, а око месец дана по његовом доласку је 5. августа (23. јула) 1903. објављено да ће 10. августа (28. јула) у понедељак Ђорђе, Александар и Јелена око пола 7 ујутру доћи у Београд. За њихов дочек је влада направила и посебан одбор. На датум објаве те вести је краљ Петар I одликовао свог млађег сина Александра, млађег брата Арсена, и братанца Павла орденом двоглавог белог орла петог степена. Одлука је у службеним вестима објављена 9. августа (27. јула). Проглас да је Ђорђе стигао у Беч је био 7. августа (25. јула), одакле у недељу 10. августа (28. јула) креће за Београд у коме треба да дође у понедељак око 9. У званичним новинама краљевине Србије се више извештавало о Ђорђевом здрављу, пошто је био престолонаследник, а објављен је и свечани протокол који ће се извршавати при дочеку престолонаследника Ђорђа.
У понедељак 28. јула 1903. (10. августа по новом календару) је из Беча стигао воз којим је Ђорђе дошао у Београд. На железничкој станици је било присутно доста људи уз вероватно целокупни државни врх. Када је воз стао, краљ Петар је први ушао у воз и извео старијег сина, престолонаследника Ђорђа, пред окупљени народ. На перону је дочекан са одушевљењем, а за њим су редом изашли и његов млађи брат Александар, старија сестра Јелена, стриц Арсен и брат од стрица Павле, и свита која је са њима пошла, у којој су били и доктор Ненадовић, секретар краља Петра, и официри који су предати на службу Ђорђу. Он и Александар су носили уноформу руских кадета, с тим што је Ђорђе имао и ленту Белог Орла на грудима, сестра им је носила свилену хаљину за путовања, док су Арсен и Павле били у цивилу. У протоколу није спомињано да ће на дочеку доћи и Арсен са сином Павлом, а осим Петра I нико од присутних Карађорђевића до тада није крочио у Србију, нити се тамо родио. Старија Алексина грана породице, коју су чинили Сарка, Алекса и Божидар, није била на овом дочеку.
Краљ је повео Ђорђа поред почасне чете која им је дала одговарајући поздрав, затим су отишли до чланова актуелне Авакумовићеве владе које му је отац представио, да би га онда шеф владе Јован Авакумовић поздравио једним дужим говором. Ђорђе му је на говор одговорио:
Господине председниче

Од срца благодарим на поздраву.

Још у данима Мога детињства, када сам отпочео говорити нашим драгим српским језиком, Отац Ми је казивао, да далеко од Нас има једна земља, која ми је Отаџбина, коју требам да волим.

У мојој души вазда су живели снови о Србији, о њеним лепотама, горама и дубравама. Жудео сам да видим отаџбину.

Данас ми је испуњена Моја најдража жеља; дошао сам у Отаџбину.

Ја доносим Отаџбини и народу српском чисту млађану душу и врело срце, да љубим Отаџбину.

Од српског народа очекујем, да Ме прими као сина мајке Србије, као првог и највернијег поданика Његовог Величанства Краља, као праунука Карађорђева.

Задахнут српским духом и отхрањен српским млеком, радосно узвикујем: Да живи Мој Отац, Краљ Петар; да живи Српски народ.
Окупљени народ је поздравио говор, после чега је председник београдске општине Никола Стаменковић Ђорђу дао со и хлеб, и одржао свој поздравни говор. Он му се захвалио, па се упознавао са члановима дипломатског кора, државним службеницима, и осталим окупљеним народом. Жена Јована Авакумовића је Јелени Карађорђевић дала букет цвећа. После неког времена се краљ Петар са породицом одвезао до Саборне цркве, где је Митрополит београдски Инокентије са свештенством одржао молитву и благодарење. У првим колима је био Петар са престолонаследником Ђорђем, у другом Јелена и Александар, у трећем Арсен и Павле, док је за њима ишла и њихова свита. После службе у цркви су отишли у Двор.
По једном руском извору Ђорђе се у овом тренутку живота солидно служио српским језиком, али му то није био главни језик у комуникацији, већ је то био француски. У Женеви где је одрастао велика већина грађана говори француски, а тим језиком су на двору и код краља Николе изгледа говорили његови рођаци са мајчине стране, а и његов отац Петар. Млађи брат Александар по том извору скоро уопште није говорио српски када је дошао у Србију, већ је морао да га учи.

### Анексиона криза
У Београду је 28. септембра (10. октобра) 1908. године одржан велики протестни митинг поводом анексије Босне од стране Аустроугарске. По писању „Политике” око 3.000 људи се до пола 4 скупило код споменика Кнеза Михаила, и онда је Бранислав Нушић позвао окупљене да оду до двора и поздраве краља Петра и престолонаследника Ђорђа. Када су пристигли до двора, поздравили су краља, па је неко из масе позвао да се оде до престолонаследникове куће. По доласку на одредиште, повицима су поздравили и Ђорђа, који се затим појавио на прозору. Пошто се један војни добровољац, Јован Сремац, обратио престолонаследнику кратким говором, Ђорђе се обратио окупљенима следећим речима:
Драга браћо! Осећам се срећан што ми указујете прилику да се једнодушности милог народа и ја придружим. Ја вас уверавам да се осећам поносит да будем војник и добровољачки вођа једног народа који се решио да изгине за своју част и своје интересе. За име народа и част његову, за свето име Србиново и ја ћу поћи са вама и пролићу крв своју срећан што сам син Српског народа, тог најмириснијег цвећа у врту словенском. — Нека живи сваки онај, који је готов да мре, нека мре ко хоће да живи! Живео српски народ!
Сутрадан је „Политика” пренела честитке кнеза Петра Петровића Његоша поводом Ђорђевог говора, и одговор Ђорђа кнезу Петру.
Други велики протестни митинг је одржан 15. (3) октобра 1909. Демонстранти су се окупљали код споменика кнеза Михаила испред кога су око поднева развијене три заставе. Око пола 4 је народ почео да се окупља код трга, а из Коларчеве улице су дошли и Херцеговци који су били одушевљено поздрављени. Од зграде Универзитета у Београду су пошли и студенти уз музику. Окупљени су узвикивали "Живела српска Босна и Херцеговина!" и "Доле Аустрија! Смрт отимачима!". Након неког времена су заставници покупили три постављене заставе са постоља, и кренули су ка двору. Испред двора су поздравили краља Петра, да би даље продужили ка двору престолонаследника Ђорђа. Прошли су и поред аустроугарске амбасаде која је била на углу Ресавске и Крунске улице, и коју је чувало два обруча полиције и жандармерије. Демонстранти нису обраћали претерану пажњу на амбасаду, већ су продужили ка Ђорђевом двору. Испред двора су га дозивали, али он се није одазивао пошто тада није био тамо, али је јављено да је на путу назад. Када је стигао, пропустили су га до његовог прозора и онда је он одржао следећи говор:
Драга браћо
 Осећаји вашега одушевљења дају ми доказа за вашу способност да силом браните своја права, ако се на други начин не могу одбранити.
Бол који нам је учињен сносимо заједнички. У нашим срцима отворена је рана и ми је морамо излечити да би могли живети.
Будите спремни да и ми једнога дана, сакупљени под заставом Његовог Величанства Краља Петра I, докажемо да:
Живи мртвац Србин не мож' бити

С тиранима мора се борити

Звезда Српству мораће да сине

Ил' нек' народ јуначки погине!
Живео Српски Народ!

По писању Политике, његов говор је прекидан овацијама, а по његовом крају су демонстранти позивали на Дрину и на рат са Аустријом, на шта је и Ђорђе одговорио гестикулацијом да и он то жели да уради. Маса људи је затим кренула ка Теразијама, пред "Росијом" су чинилу овације заступнику француског амбасадора, да би на крају завршили испред енглеске амбасаде. Око пола 7 су се демонстранти и разишли.
По неким причама је вероватно приликом овог митинга Ђорђе запалио црно-жуту заставу Аустрије. Број Политике од 16. (3) октобра 1908. године који је покривао овај догађај није то споменуо. Аустроугарске новине Das interessante Blatt (Занимљиви лист) у броју од 22. октобра 1908. нису навеле да је он лично запалио заставу, али да је прилично јавно и отворено поздравио њено спаљивање на демонстрацијама.

### Абдикација
Добровољно је понудио абдикацију 14/27. марта 1909. године. Његовој абдикацији је претходио и инцидент на двору у коме је он смртно ранио свог слугу, што је значајно допринело нарушавању његовог угледа и притиску јавности за његово повлачење - -абикацију. Нови престолонаследник постао је Ђорђев брат Александар, који тада долази из Санкт Петербурга.
Ово се догађало у време, по Србију неповољног, разрешења Анексионе кризе, што је по неким мишљењима било у вези са Ђорђевом абдикацијом. Тако „Политика“ у коментару вести о абдикацији пише: „... Онај, који је био најизразитији представник националног отпора према Аустрији уклоњен је и Аустрија сад триумфује. У сећању народном то ће остати забележено за свагда, и у Србији а нарочито ван Србије. Заборавиће се све остало, а остаће само једно: да је Престолонаследник Ђорђе уклоњен зато, што је хтео рат Аустрији.”
Након те абдикације, Ђорђе је остао само принц, такође, пошто је краљев син, негде је називан и краљевић Ђорђе. Чак и након смрти свог оца краља Петра је, конкретно у Политици, називан краљевићем.
Аустроугарска штампа је имала посебан пик на принца Ђорђа, јер је за време Анексионе кризе 1908. давао неодмерене изјаве на рачун Аустроугарске и у току демонстрација на тргу спалио аустроугарску заставу.
Принц Ђорђе је учествовао у оба балканска и у Првом светском рату, док је тешко рањен у Бици на Мачковом Камену, код Крупња, септембра 1914. године.

### Између два светска рата
После смрти краља Петра 1921. власт је и званично преузео његов млађи син, законски престолонасленик Александар. Дворски савет је у новембру 1922. требало да разматра спорну ситуацију са Ђорђем, али он је упутио писмо у којем је изразио жаљење за "досадашње моје поступке".
За његово стање је речено да је у депресији, да га непрестано гони мисао да је у опасности. Веровао је да је једном био трован и зато је увек обедовао у друштву пријатеља, а затим је стално мењао места обедовања. Чак није имао поверења у водовод, већ је по воду одлазио аутомобилом на Авалу. Био је раздражљив, улазио је у сукобе са људима, и на јавном месту, „врло увредљивим изразима” је нападао краља и владу.
Одлука о упућивању у место лечења му је саопштена 2. маја 1925. Тог дана је, као и неколико претходних, ручао код свог бившег учитеља пук. Миливоја Анђелковића. Након Ђорђевог одласка са ручка, дошла је полиција и претресла Анђелковића, његовог брата Воју и стан - одузета су два сандука и писмо које је Ђорђе оставио (у сандуцима су биле књиге а писмо је била опорука). У исто време претрес је извршен и код г. Јаше Продановића, проф. др Михајла Петровића, бив. кап. Мишића, сина војводе Мишића и др Драгомира Иконића, уредника „Републике”.
Принц Ђорђе је 3. маја 1925. године принудно смештен најпре у дворац Тиквеш код Беља, а годину дана касније је премештен на лечење у Специјалној психијатријској болници у Горњој Топоници, код Ниша.

### Реакција на Марсељски атентат
У тренутку Александрове посете Француској, Ђорђе је био око девет година на лечењу, од чега годину дана у Бељу, а онда у Горњој Топоници, код Ниша. Неколико дана пре саме посете је преко радија сазнао да ће краљевски пар посетити Француску. У својим мемоарима је описао тренутак када је сазнао за Марсељски атентат:
Два три дана нисам слушао радио. Читао сам неку медицинску књигу коју сам добио из Париза и читао сам је баш у тренутку када је изненада ушао у моју собу дежурни официр. Зачуђено сам подигао очи, јер се то никада раније није десило. — „Височанство” — рекао је узбуђено — „догодила се страшна трагедија. Краљ Александар, ваш брат, погинуо је пре неколико часова у Марсеју.” У првом тренутку нисам схватио шта је то рекао дежурни официр и требало је да прође још неколико тренутака, док сам разабрао шта се десило. Остављам читаоцу да сам претпостави шта сам могао да осећам у тренутку када сам сазнао за Александрову смрт... Александар је био мој брат и све успомене из детињства биле су везане за њега. Имали смо заједничку младост, добре и тешке дане делили смо братски. Али, Александар је умео да заборави да ми је брат... Умео је да заборави да ме годинама држи изолованог... а те страшне године ја нисам могао да заборавим... Прва промена која ми је пала у очи одмах после краљеве смрти — била је изненадна љубазност којом су почели да ме окружују моји тамничари. Уместо мргодних и зловољних, сада сам видео само одана лица, додуше тужна — краљ је био мртав, а осим малог престолонаследника, који је имао само 11 година, ја сам био најближи престолу. Врата тамнице могла би још данас да се отворе и да наступи ера мог утицаја. Трећег дана ујутру сазнао сам истину. Страшну, неприхватљиву истину... Тамничарска врата се никада више неће отворити преда мном... Никада, никада.
Сазнао је да је престо преузео наменски кнез Павле, његов брат од стрица, који га по Ђорђевим речима "никада није волео". Ђорђе није био присутан на Александровој државној сахрани. Није наведен разлог, али вероватно му није било дозвољено да напусти Горњу Топоницу током лечења.

### Други светски рат
Из душевне болнице су га извели Немци 1941. године, убрзо након што су окупирали Краљевину Југославију, надајући се да ће успети да га увуку у политичку комбинаторику у окупираној Србији. Понудили су му да буде владар окупиране Србије, што је он одлучно одбио и тако стекао поштовање народа, савезника, али и самих комуниста. Ту понуду је, након тога, прихватио генерал Милан Недић. Немци му онда нуде да се пресели у Бели двор и тако изокола, де факто да постане нека врста владара Србије из прикрајка, што он опет одбија. Знајући за његов углед унутар самог српског народа, Немци га остављају на миру.
Када је ослобођен Београд, 1944. године, одмах се састао са комунистичким генерал-лајтнантом Пеком Дапчевићем, честитавши му на победи. Одбио је понуду генерала Дапчевића да добије од државе лични аутомобил и шофера, тврдећи да му је довољан и његов бицикл.

### Живот после Другог светског рата
После Другог светског рата, нова комунистичка власт је Карађорђевиће прогласила државним непријатељима, одузела држављанство и конфисковала имовину свим члановима династије, који су у том тренутку били у изгнанству, осим његовој сестри Јелени и њему. Једино је принц Ђорђе остао у Београду и живео као пензионер. Сестра му је након 1919. живела у Ници, у Француској. У позним годинама оженио се Радмилом Радоњић. Нису имали деце.
Његов рођак Михаило Петровић Његош је 1948. такође дошао у Београд, где је једно време и живео, чиме су њих двојица били једини чланови својих династија који су боравили у послератној Југославији. Није познато да ли су се сретали, ни да ли је неко од њих двојице знао да су у истом граду. Ђорђе изгледа после рата није имао контакта са остатком породице која је била у егзилу, али је кнез Павле у преписци са Костом Ст. Павловићем повремено питао за њега, а сазнао је и да се он оженио, али није знао ко му је жена.
Неки медији су 2010. пренели неутемељену вест да је принц Ђорђе имао ћерку Јелену и унуку Марију Јелисавету, рођену 1932. у Београду.

### Смрт и сахрана
Преминуо је у Београду, у дубокој старости од 85 година, 17. октобра 1972. године. Као и деда, отац, брат, сестра, брат од стрица и братанац, преминуо је у уторак, што се по неким тумачењима сматра несрећним даном за династију Карађорђевић. Две године пре њега је преминуо његов братанац Петар II Карађорђевић. Након смрти је био сахрањен на Новом гробљу у Београду, у непосредној близини Спомен-костурнице бранилаца Београда.
Почетком 1990-их су се поједини Карађорђевићи вратили у Србију, а међу првима је био његов братанац Томислав. У Борби од среде 16. октобра 1991. је било написано да је Ђорђева последња жеља била да га сахране у задужбини свога оца, Цркви Светог Ђорђа на Опленцу, и да ће се она те недеље и остварити. Захтев за премештање је властима Србије поднела његова удовица Радмила. Опонумоћеник породице Карађорђевић, адвокат Сава Анђелковић, обавестио је јавност да ће у петак 18. октобра ујутру Ђорђево тело бити ексхумирано, и у 12 сати бити пренето у Саборну цркву у Београду ради вршења црквених обреда. Поред Анђелковића, чланови комисије за ексхумацију су били директор задужбине на Опленцу Миладин Гавриловић и књижевник Данко Поповић. Заупокојену литургију је служио патријарх српски Павле, а од чланова породице је било написано да су присуствовали Ђорђева жена Радмила, и још неки присутни чланови Карађорђевића. После службе је ковчег био изложен од 15 до 19 часова како би грађани одали почаст, а у недељу 20. октобра од 11 сати је извршено премештање остатака на Опленац. Касније је поред њега је сахрањена и његова жена Радмила.

## Анегдоте
Из његовог детињства потиче једна анегдота да се током одрастања једном приликом потукао са локалним Цетињанином, и да су сви окупљени навијали за тог дечка. После тог догађаја је свом деди кнезу Николи то испричао, и да му није било јасно зашто су сви били против њега. Кнез Никола му је рекао да је то због тога што Ђорђе није Црногорац, упркос томе што му је мајка била Црногорка, већ је Србијанац јер му је отац Србијанац. Додао је и да треба да буде поносан што је Србијанац и Србин, и да треба да буде радостан што је Србин, баш као да је прави Црногорац. Док се у савременом добу у појединим круговима ова изјава тумачи као један од доказа да Црногорци нису Срби, у то време је Црногорац била регионална одредница попут Шумадинац или Херцеговац. Сам кнез Никола је приликом посете Александра Обреновића Црној Гори на Ђурђевдан 1897. као део здравице изговорио:
...Она иста љубав братска, којом сам онако сјајно био дочекан у Твоме Двору и у средини Твога милога народа, дубоко је уксрјењена и у срцу моме и мојијех Црногораца. Њу нам узајамно даје урођено нам и међу нама за вазда утврђено, непоколебљиво братство наше и нашега народа. које нас и наше мило Српство српски одушевљава и испуњава снагом и поуздањем...

## Лични живот
По једном руском извору Ђорђе је при првом доласку у Србију 10. августа (28. јула) 1903. солидно говорио српски језик, али му то није био главни језик у комуникацији, већ је то био француски. У Женеви где је одрастао велика већина грађана говори француски, а тим језиком су на двору и код краља Николе изгледа говорили његови рођаци са мајчине стране, а и његов отац Петар. Такође се наводи да је знао и енглески и руски. Млађи брат Александар по том извору скоро уопште није говорио српски када је дошао у Србију, већ је морао да га учи.
Био је талентован за математику и течно је говорио француски. Остало је и његово писмо које је 12. марта 1911. написао француском математичару Анрију Поенкареу.
Док је његов млађи брат Александар био први Србин који је летео авионом, Ђорђе је био први Србин који је летео изнад Србије. Летео је 26. децембра 1910. у авиону Фарман IV којим је пилотирао руски пилот Борис Маслеников. Тог дана је и Павле Карађорђевић летео авионом, чиме је он трећи Србин који је то урадио, а други над Србијом.
Једини је члан династије Карађорђевић који је остао да живи у Југославији након Другог светског рата, и једини поред сестре Јелене коме није конфискована имовина, нити одузето држављанство указом из 1947.
Његов рођак Михаило Петровић Његош је 1948. такође дошао у Београд, где је једно време и живео, чиме су њих двојица били једини чланови својих династија који су боравили у послератној Југославији. Није познато да ли су се сретали, ни да ли је неко од њих двојице знао да су у истом граду.
Добио је име према своме прадеди Карађорђу, оснивачу династије и вођи Првог српског устанка. Имао је неукротиву и необуздану нарав. 
Често је ишао на Аду Циганлију у рибарење са својим професором математике и великим пријатељем Миком Аласом. Његова прека нарав доводила га је у многе неприлике, био је у непријатељству са Пашићем, Аписом и официром Петром Живковићем. За разлику од њега, Петров млађи син Александар је био дипломатског и тактичног духа, самим тим и Пашићев миљеник.
Појављује се на два снимка: на крунисању свога оца Петра I и на његовој сахрани.
Био је виши од свог стрица Арсена и брата од стрица кнеза Павла, а самим тим и од брата Александра I, што значи да је имао нешто изнад 1,74m.
После Другог светског рата изгледа није имао контакта са остатком породице која је била у егзилу, али је кнез Павле у преписци са Костом Ст. Павловићем повремено питао за њега, а сазнао је и да се он оженио, али није знао ко му је жена.
По неким подацима је наводно једном приликом играо покер са Лепом Лукић.
Био је пушач.

## Аутобиографија
Написао је аутобиографију Истина о моме животу, у којој је пред крај свог живота сабрао сећања свега онога што је проживео. Посебно су занимљиви делови књиге где се он сећа живота на цетињском двору краља Николе и где га посматра из угла унука.

## Наслеђе
У југословенској ТВ серији Одлазак ратника, повратак маршала из 1986. његов лик глуми Васа Пантелић. Појављује се и у серији Сенке над Балканом где га игра Жарко Лаушевић.
У Горњој Топоници се налази вила у којој је, након премештаја из дворца Тиквеш код Беља, боравио током лечења од 1926. до 1941. године. Сама зграда је направљена 1923. године. По писању РТС-а из 2017. године, и Јужних вести из 2019. године, вила је у лошем материјалном стању. Иницијатива за проглашавање виле за споменик културе је поднета 2009. године, али је све до септембра 2024. зграда чекала системско решење. Почетком септембра 2024. је најављено да је почело реновирање ове зграде.
У савременој Србији има улице назване по њему у следећим градовима: Нови Сад и Ваљево.

## Титуле и признања
- 8. септембар 1887 — 15. јун 1903: Његово Височанство кнез Ђорђе П. Карађорђевић
- 15. јун 1903 — 27. март 1909: Његово Краљевско Височанство принц престолонаследник Ђорђе Карађорђевић од Србије
- 27. март 1909 — 17. октобар 1972: Његово Краљевско Височанство принц Ђорђе Карађорђевић

### Одликовања
- Орден Светог кнеза Лазара (Краљевина Србија)
- Орден Карађорђеве звезде, Велики крст (Краљевина Србија)
- Орден Карађорђеве звезде са мачевима (IV степен) — додељен 30. новембра 1913. године у Београду[55]
- Орден белог орла, Велики крст (Краљевина Србија)
- Орден Светог Саве (Краљевина Србија)
- Медаља за храброст (1912) (Краљевина Србија)
- Медаља за храброст (1913) (Краљевина Србија)
- Споменица на рат 1913. године (Краљевина Србија)

#### Инострана одликовања
- Орден књаза Данила I (Краљевина Црна Гора)
- Орден Светог Петра Цетињског (Краљевина Црна Гора)

## Породица
| \| \| \| \| \| \| \| \| \| \| \| \| \| \| Петар Јовановић \| \| \| \| \| \| \| \| \| \| \| \| \| \| \| \| \| \| \| \| \| \| \| \| \| \| \| \| \| \| \| \| \| \| \| \| \| \| \| \| \| \| \| \| \| \| \| \| \| \| \| \| \| \| \| \| \| \| \| \| Карађорђе Петровић \| \| \| \| \| \| \| \| \| \| \| \| \| \| \| \| \| \| \| \| \| \| \| \| \| \| \| \| \| \| \| \| \| \| \| \| \| \| \| \| \| \| \| \| \| \| \| \| \| \| \| \| \| \| \| \| \| \| \| \| \| \| \| \| \| \| \| \| \| \| \| \| Марица Живковић \| \| \| \| \| \| \| \| \| \| \| \| \| \| \| \| \| \| \| \| \| \| \| \| \| \| \| \| \| \| \| \| \| \| \| \| \| \| \| \| \| \| \| \| \| \| \| \| \| \| \| \| \| \| \| \| \| \| \| \| \| \| \| \| \| \| \| \| \| \| \| \| Александар Карађорђевић \| \| \| \| \| \| \| \| \| \| \| \| \| \| \| \| \| \| \| \| \| \| \| \| \| \| \| \| \| \| \| \| \| \| \| \| \| \| \| \| \| \| \| \| \| \| \| \| \| \| \| \| \| \| \| \| \| \| \| \| \| \| \| \| \| \| \| \| \| \| \| \| \| \| \| \| \| \| \| \| \| \| \| \| \| \| \| \| \| \| \| \| \| \| \| \| \| \| \| \| \| \| \| \| \| \| \| \| \| \| \| \| \| \| \| \| \| \| \| \| \| \| \| \| \| \| \| \| \| \| \| \| \| \| \| \| \| \| \| \| \| \| \| \| Јелена Јовановић \| \| \| \| \| \| \| \| \| \| \| \| \| \| \| \| \| \| \| \| \| \| \| \| \| \| \| \| \| \| \| \| \| \| \| \| \| \| \| \| \| \| \| \| \| \| \| \| \| \| \| \| \| \| \| \| \| \| \| \| \| \| \| \| \| \| \| \| \| \| \| \| \| \| \| \| \| \| \| \| \| \| \| \| \| \| \| \| \| \| \| \| \| \| \| \| \| \| \| \| \| \| \| \| \| \| \| \| \| \| \| \| \| \| \| \| \| \| \| \| \| \| \| \| \| \| \| \| \| \| \| \| \| \| \| \| \| \| \| \| \| \| \| \| Петар I Карађорђевић \| \| \| \| \| \| \| \| \| \| \| \| \| \| \| \| \| \| \| \| \| \| \| \| \| \| \| \| \| \| \| \| \| \| \| \| \| \| \| \| \| \| \| \| \| \| \| \| \| \| \| \| \| \| \| \| \| \| \| \| \| \| \| \| \| \| \| \| \| \| \| \| Јаков Ненадовић \| \| \| \| \| \| \| \| \| \| \| \| \| \| \| \| \| \| \| \| \| \| \| \| \| \| \| \| \| \| \| \| \| \| \| \| \| \| \| \| \| \| \| \| \| \| \| \| \| \| \| \| \| \| \| \| \| \| \| \| \| \| \| \| \| \| \| \| \| \| \| \| Јеврем Ненадовић \| \| \| \| \| \| \| \| \| \| \| \| \| \| \| \| \| \| \| \| \| \| \| \| \| \| \| \| \| \| \| \| \| \| \| \| \| \| \| \| \| \| \| \| \| \| \| \| \| \| \| \| \| \| \| \| \| \| \| \| \| \| \| \| \| \| \| \| \| \| \| \| \| \| \| \| \| \| \| \| \| \| \| \| \| \| \| \| \| \| \| \| \| \| \| \| \| \| \| \| \| \| \| \| \| \| \| \| \| \| \| \| \| \| \| \| \| \| \| \| \| \| \| \| \| \| \| \| \| \| \| \| \| \| \| \| \| \| \| \| \| \| \| \| Персида Ненадовић \| \| \| \| \| \| \| \| \| \| \| \| \| \| \| \| \| \| \| \| \| \| \| \| \| \| \| \| \| \| \| \| \| \| \| \| \| \| \| \| \| \| \| \| \| \| \| \| \| \| \| \| \| \| \| \| \| \| \| \| \| \| \| \| \| \| \| \| \| \| \| \| Младен Миловановић \| \| \| \| \| \| \| \| \| \| \| \| \| \| \| \| \| \| \| \| \| \| \| \| \| \| \| \| \| \| \| \| \| \| \| \| \| \| \| \| \| \| \| \| \| \| \| \| \| \| \| \| \| \| \| \| \| \| \| \| \| \| \| \| \| \| \| \| \| \| \| \| Јованка Миловановић \| \| \| \| \| \| \| \| \| \| \| \| \| \| \| \| \| \| \| \| \| \| \| \| \| \| \| \| \| \| \| \| \| \| \| \| \| \| \| \| \| \| \| \| \| \| \| \| \| \| \| \| \| \| \| \| \| \| \| \| \| \| \| \| \| \| \| \| \| \| \| \| Босиљка \| \| \| \| \| \| \| \| \| \| \| \| \| \| \| \| \| \| \| \| \| \| \| \| \| \| \| \| \| \| \| \| \| \| \| \| \| \| \| \| \| \| \| \| \| \| \| \| \| \| \| \| \| \| \| \| \| \| \| \| \| \| \| \| \| \| \| \| \| \| \| \| Ђорђе Карађорђевић \| \| \| \| \| \| \| \| \| \| \| \| \| \| \| \| \| \| \| \| \| \| \| \| \| \| \| \| \| \| \| \| \| \| \| \| \| \| \| \| \| \| \| \| \| \| \| \| \| \| \| \| \| \| \| \| \| \| \| \| \| \| \| \| \| \| \| \| \| \| \| \| Станко Петровић Његош \| \| \| \| \| \| \| \| \| \| \| \| \| \| \| \| \| \| \| \| \| \| \| \| \| \| \| \| \| \| \| \| \| \| \| \| \| \| \| \| \| \| \| \| \| \| \| \| \| \| \| \| \| \| \| \| \| \| \| \| \| \| \| \| \| \| \| \| \| \| \| \| Мирко Петровић Његош \| \| \| \| \| \| \| \| \| \| \| \| \| \| \| \| \| \| \| \| \| \| \| \| \| \| \| \| \| \| \| \| \| \| \| \| \| \| \| \| \| \| \| \| \| \| \| \| \| \| \| \| \| \| \| \| \| \| \| \| \| \| \| \| \| \| \| \| \| \| \| \| Крстиња Врбица \| \| \| \| \| \| \| \| \| \| \| \| \| \| \| \| \| \| \| \| \| \| \| \| \| \| \| \| \| \| \| \| \| \| \| \| \| \| \| \| \| \| \| \| \| \| \| \| \| \| \| \| \| \| \| \| \| \| \| \| \| \| \| \| \| \| \| \| \| \| \| \| Никола I Петровић Његош \| \| \| \| \| \| \| \| \| \| \| \| \| \| \| \| \| \| \| \| \| \| \| \| \| \| \| \| \| \| \| \| \| \| \| \| \| \| \| \| \| \| \| \| \| \| \| \| \| \| \| \| \| \| \| \| \| \| \| \| \| \| \| \| \| \| \| \| \| \| \| \| \| \| \| \| \| \| \| \| \| \| \| \| \| \| \| \| \| \| \| \| \| \| \| \| \| \| \| \| \| \| \| \| \| \| \| \| \| \| \| \| \| \| \| \| \| \| \| \| \| \| \| \| \| \| \| \| \| \| \| \| \| \| \| \| \| \| \| \| \| \| \| \| Анастасија Мартиновић \| \| \| \| \| \| \| \| \| \| \| \| \| \| \| \| \| \| \| \| \| \| \| \| \| \| \| \| \| \| \| \| \| \| \| \| \| \| \| \| \| \| \| \| \| \| \| \| \| \| \| \| \| \| \| \| \| \| \| \| \| \| \| \| \| \| \| \| \| \| \| \| \| \| \| \| \| \| \| \| \| \| \| \| \| \| \| \| \| \| \| \| \| \| \| \| \| \| \| \| \| \| \| \| \| \| \| \| \| \| \| \| \| \| \| \| \| \| \| \| \| \| \| \| \| \| \| \| \| \| \| \| \| \| \| \| \| \| \| \| \| \| \| \| Зорка Петровић Његош \| \| \| \| \| \| \| \| \| \| \| \| \| \| \| \| \| \| \| \| \| \| \| \| \| \| \| \| \| \| \| \| \| \| \| \| \| \| \| \| \| \| \| \| \| \| \| \| \| \| \| \| \| \| \| \| \| \| \| \| \| \| \| \| \| \| \| \| \| \| \| \| \| \| \| \| \| \| \| \| \| \| \| \| \| \| \| \| \| \| \| \| \| \| \| \| \| \| \| \| \| \| \| \| \| \| \| \| \| \| \| \| \| \| \| \| \| \| \| \| \| \| \| \| \| \| \| \| \| \| \| \| \| \| \| \| \| \| \| \| \| \| \| \| Петар Вукотић \| \| \| \| \| \| \| \| \| \| \| \| \| \| \| \| \| \| \| \| \| \| \| \| \| \| \| \| \| \| \| \| \| \| \| \| \| \| \| \| \| \| \| \| \| \| \| \| \| \| \| \| \| \| \| \| \| \| \| \| \| \| \| \| \| \| \| \| \| \| \| \| \| \| \| \| \| \| \| \| \| \| \| \| \| \| \| \| \| \| \| \| \| \| \| \| \| \| \| \| \| \| \| \| \| \| \| \| \| \| \| \| \| \| \| \| \| \| \| \| \| \| \| \| \| \| \| \| \| \| \| \| \| \| \| \| \| \| \| \| \| \| \| \| Милена Вукотић \| \| \| \| \| \| \| \| \| \| \| \| \| \| \| \| \| \| \| \| \| \| \| \| \| \| \| \| \| \| \| \| \| \| \| \| \| \| \| \| \| \| \| \| \| \| \| \| \| \| \| \| \| \| \| \| \| \| \| \| \| \| \| \| \| \| \| \| \| \| \| \| \| \| \| \| \| \| \| \| \| \| \| \| \| \| \| \| \| \| \| \| \| \| \| \| \| \| \| \| \| \| \| \| \| \| \| \| \| \| \| \| \| \| \| \| \| \| \| \| \| \| \| \| \| \| \| \| \| \| \| \| \| \| \| \| \| \| \| \| \| \| \| \| Јелена Војводић \| \| \| \| \| \| \| \| \| \| \| \| \| \| \| \| \| \| \| \| \| \| \| \| \| \| \| \| \| \| \| \| \| \| \| \| \| \| \| \| \| \| \| \| \| \| \| \| \| \| \| \| |                         |  |  |  |  |  |  |  |  |  |  |  |                 |  |  |  |
| |                         |  |  |  |  |  |  |  |  |  |  |  | Петар Јовановић |  |  |  |
| |                         |  |  |  |  |  |  |  |  |  |  |  |                 |  |  |  |
| |                         |  |  |  |  |  |  |  |  |  |  |  |                 |  |  |  |
| |                         |  |  |  |  |  |  |  |  |  |  |  |                 |  |  |  |
| | Карађорђе Петровић      |  |  |  |  |  |  |  |  |  |  |  |                 |  |  |  |
| |                         |  |  |  |  |  |  |  |  |  |  |  |                 |  |  |  |
| |                         |  |  |  |  |  |  |  |  |  |  |  |                 |  |  |  |
| |                         |  |  |  |  |  |  |  |  |  |  |  |                 |  |  |  |
| | Марица Живковић         |  |  |  |  |  |  |  |  |  |  |  |                 |  |  |  |
| |                         |  |  |  |  |  |  |  |  |  |  |  |                 |  |  |  |
| |                         |  |  |  |  |  |  |  |  |  |  |  |                 |  |  |  |
| |                         |  |  |  |  |  |  |  |  |  |  |  |                 |  |  |  |
| | Александар Карађорђевић |  |  |  |  |  |  |  |  |  |  |  |                 |  |  |  |
| |                         |  |  |  |  |  |  |  |  |  |  |  |                 |  |  |  |
| |                         |  |  |  |  |  |  |  |  |  |  |  |                 |  |  |  |
| |                         |  |  |  |  |  |  |  |  |  |  |  |                 |  |  |  |
| |                         |  |  |  |  |  |  |  |  |  |  |  |                 |  |  |  |
| |                         |  |  |  |  |  |  |  |  |  |  |  |                 |  |  |  |
| |                         |  |  |  |  |  |  |  |  |  |  |  |                 |  |  |  |
| |                         |  |  |  |  |  |  |  |  |  |  |  |                 |  |  |  |
| | Јелена Јовановић        |  |  |  |  |  |  |  |  |  |  |  |                 |  |  |  |
| |                         |  |  |  |  |  |  |  |  |  |  |  |                 |  |  |  |
| |                         |  |  |  |  |  |  |  |  |  |  |  |                 |  |  |  |
| |                         |  |  |  |  |  |  |  |  |  |  |  |                 |  |  |  |
| |                         |  |  |  |  |  |  |  |  |  |  |  |                 |  |  |  |
| |                         |  |  |  |  |  |  |  |  |  |  |  |                 |  |  |  |
| |                         |  |  |  |  |  |  |  |  |  |  |  |                 |  |  |  |
| |                         |  |  |  |  |  |  |  |  |  |  |  |                 |  |  |  |
| | Петар I Карађорђевић    |  |  |  |  |  |  |  |  |  |  |  |                 |  |  |  |
| |                         |  |  |  |  |  |  |  |  |  |  |  |                 |  |  |  |
| |                         |  |  |  |  |  |  |  |  |  |  |  |                 |  |  |  |
| |                         |  |  |  |  |  |  |  |  |  |  |  |                 |  |  |  |
| | Јаков Ненадовић         |  |  |  |  |  |  |  |  |  |  |  |                 |  |  |  |
| |                         |  |  |  |  |  |  |  |  |  |  |  |                 |  |  |  |
| |                         |  |  |  |  |  |  |  |  |  |  |  |                 |  |  |  |
| |                         |  |  |  |  |  |  |  |  |  |  |  |                 |  |  |  |
| | Јеврем Ненадовић        |  |  |  |  |  |  |  |  |  |  |  |                 |  |  |  |
| |                         |  |  |  |  |  |  |  |  |  |  |  |                 |  |  |  |
| |                         |  |  |  |  |  |  |  |  |  |  |  |                 |  |  |  |
| |                         |  |  |  |  |  |  |  |  |  |  |  |                 |  |  |  |
| |                         |  |  |  |  |  |  |  |  |  |  |  |                 |  |  |  |
| |                         |  |  |  |  |  |  |  |  |  |  |  |                 |  |  |  |
| |                         |  |  |  |  |  |  |  |  |  |  |  |                 |  |  |  |
| |                         |  |  |  |  |  |  |  |  |  |  |  |                 |  |  |  |
| | Персида Ненадовић       |  |  |  |  |  |  |  |  |  |  |  |                 |  |  |  |
| |                         |  |  |  |  |  |  |  |  |  |  |  |                 |  |  |  |
| |                         |  |  |  |  |  |  |  |  |  |  |  |                 |  |  |  |
| |                         |  |  |  |  |  |  |  |  |  |  |  |                 |  |  |  |
| | Младен Миловановић      |  |  |  |  |  |  |  |  |  |  |  |                 |  |  |  |
| |                         |  |  |  |  |  |  |  |  |  |  |  |                 |  |  |  |
| |                         |  |  |  |  |  |  |  |  |  |  |  |                 |  |  |  |
| |                         |  |  |  |  |  |  |  |  |  |  |  |                 |  |  |  |
| | Јованка Миловановић     |  |  |  |  |  |  |  |  |  |  |  |                 |  |  |  |
| |                         |  |  |  |  |  |  |  |  |  |  |  |                 |  |  |  |
| |                         |  |  |  |  |  |  |  |  |  |  |  |                 |  |  |  |
| |                         |  |  |  |  |  |  |  |  |  |  |  |                 |  |  |  |
| | Босиљка                 |  |  |  |  |  |  |  |  |  |  |  |                 |  |  |  |
| |                         |  |  |  |  |  |  |  |  |  |  |  |                 |  |  |  |
| |                         |  |  |  |  |  |  |  |  |  |  |  |                 |  |  |  |
| |                         |  |  |  |  |  |  |  |  |  |  |  |                 |  |  |  |
| | Ђорђе Карађорђевић      |  |  |  |  |  |  |  |  |  |  |  |                 |  |  |  |
| |                         |  |  |  |  |  |  |  |  |  |  |  |                 |  |  |  |
| |                         |  |  |  |  |  |  |  |  |  |  |  |                 |  |  |  |
| |                         |  |  |  |  |  |  |  |  |  |  |  |                 |  |  |  |
| | Станко Петровић Његош   |  |  |  |  |  |  |  |  |  |  |  |                 |  |  |  |
| |                         |  |  |  |  |  |  |  |  |  |  |  |                 |  |  |  |
| |                         |  |  |  |  |  |  |  |  |  |  |  |                 |  |  |  |
| |                         |  |  |  |  |  |  |  |  |  |  |  |                 |  |  |  |
| | Мирко Петровић Његош    |  |  |  |  |  |  |  |  |  |  |  |                 |  |  |  |
| |                         |  |  |  |  |  |  |  |  |  |  |  |                 |  |  |  |
| |                         |  |  |  |  |  |  |  |  |  |  |  |                 |  |  |  |
| |                         |  |  |  |  |  |  |  |  |  |  |  |                 |  |  |  |
| | Крстиња Врбица          |  |  |  |  |  |  |  |  |  |  |  |                 |  |  |  |
| |                         |  |  |  |  |  |  |  |  |  |  |  |                 |  |  |  |
| |                         |  |  |  |  |  |  |  |  |  |  |  |                 |  |  |  |
| |                         |  |  |  |  |  |  |  |  |  |  |  |                 |  |  |  |
| | Никола I Петровић Његош |  |  |  |  |  |  |  |  |  |  |  |                 |  |  |  |
| |                         |  |  |  |  |  |  |  |  |  |  |  |                 |  |  |  |
| |                         |  |  |  |  |  |  |  |  |  |  |  |                 |  |  |  |
| |                         |  |  |  |  |  |  |  |  |  |  |  |                 |  |  |  |
| |                         |  |  |  |  |  |  |  |  |  |  |  |                 |  |  |  |
| |                         |  |  |  |  |  |  |  |  |  |  |  |                 |  |  |  |
| |                         |  |  |  |  |  |  |  |  |  |  |  |                 |  |  |  |
| |                         |  |  |  |  |  |  |  |  |  |  |  |                 |  |  |  |
| | Анастасија Мартиновић   |  |  |  |  |  |  |  |  |  |  |  |                 |  |  |  |
| |                         |  |  |  |  |  |  |  |  |  |  |  |                 |  |  |  |
| |                         |  |  |  |  |  |  |  |  |  |  |  |                 |  |  |  |
| |                         |  |  |  |  |  |  |  |  |  |  |  |                 |  |  |  |
| |                         |  |  |  |  |  |  |  |  |  |  |  |                 |  |  |  |
| |                         |  |  |  |  |  |  |  |  |  |  |  |                 |  |  |  |
| |                         |  |  |  |  |  |  |  |  |  |  |  |                 |  |  |  |
| |                         |  |  |  |  |  |  |  |  |  |  |  |                 |  |  |  |
| | Зорка Петровић Његош    |  |  |  |  |  |  |  |  |  |  |  |                 |  |  |  |
| |                         |  |  |  |  |  |  |  |  |  |  |  |                 |  |  |  |
| |                         |  |  |  |  |  |  |  |  |  |  |  |                 |  |  |  |
| |                         |  |  |  |  |  |  |  |  |  |  |  |                 |  |  |  |
| |                         |  |  |  |  |  |  |  |  |  |  |  |                 |  |  |  |
| |                         |  |  |  |  |  |  |  |  |  |  |  |                 |  |  |  |
| |                         |  |  |  |  |  |  |  |  |  |  |  |                 |  |  |  |
| |                         |  |  |  |  |  |  |  |  |  |  |  |                 |  |  |  |
| | Петар Вукотић           |  |  |  |  |  |  |  |  |  |  |  |                 |  |  |  |
| |                         |  |  |  |  |  |  |  |  |  |  |  |                 |  |  |  |
| |                         |  |  |  |  |  |  |  |  |  |  |  |                 |  |  |  |
| |                         |  |  |  |  |  |  |  |  |  |  |  |                 |  |  |  |
| |                         |  |  |  |  |  |  |  |  |  |  |  |                 |  |  |  |
| |                         |  |  |  |  |  |  |  |  |  |  |  |                 |  |  |  |
| |                         |  |  |  |  |  |  |  |  |  |  |  |                 |  |  |  |
| |                         |  |  |  |  |  |  |  |  |  |  |  |                 |  |  |  |
| | Милена Вукотић          |  |  |  |  |  |  |  |  |  |  |  |                 |  |  |  |
| |                         |  |  |  |  |  |  |  |  |  |  |  |                 |  |  |  |
| |                         |  |  |  |  |  |  |  |  |  |  |  |                 |  |  |  |
| |                         |  |  |  |  |  |  |  |  |  |  |  |                 |  |  |  |
| |                         |  |  |  |  |  |  |  |  |  |  |  |                 |  |  |  |
| |                         |  |  |  |  |  |  |  |  |  |  |  |                 |  |  |  |
| |                         |  |  |  |  |  |  |  |  |  |  |  |                 |  |  |  |
| |                         |  |  |  |  |  |  |  |  |  |  |  |                 |  |  |  |
| | Јелена Војводић         |  |  |  |  |  |  |  |  |  |  |  |                 |  |  |  |
| |                         |  |  |  |  |  |  |  |  |  |  |  |                 |  |  |  |
| |                         |  |  |  |  |  |  |  |  |  |  |  |                 |  |  |  |

### Родитељи
| име           | слика | датум рођења       | датум смрти      |
| ------------- | ----- | ------------------ | ---------------- |
| Краљ Петар I  | ноне  | 11. јул 1844.      | 16. август 1921. |
| Кнегиња Зорка | ноне  | 23. децембар 1864. | 16. март 1890.   |

### Супружник
| име             | слика | датум рођења | датум смрти        |
| --------------- | ----- | ------------ | ------------------ |
| Радмила Радоњић |       | 4. јул 1907. | 5. септембар 1993. |